# Liste des sénateurs des États-Unis pour l'Alaska
Cet article dresse la liste des membres du Sénat des États-Unis élus de l'État de l'Alaska depuis son admission dans l'Union le 3 janvier 1959.

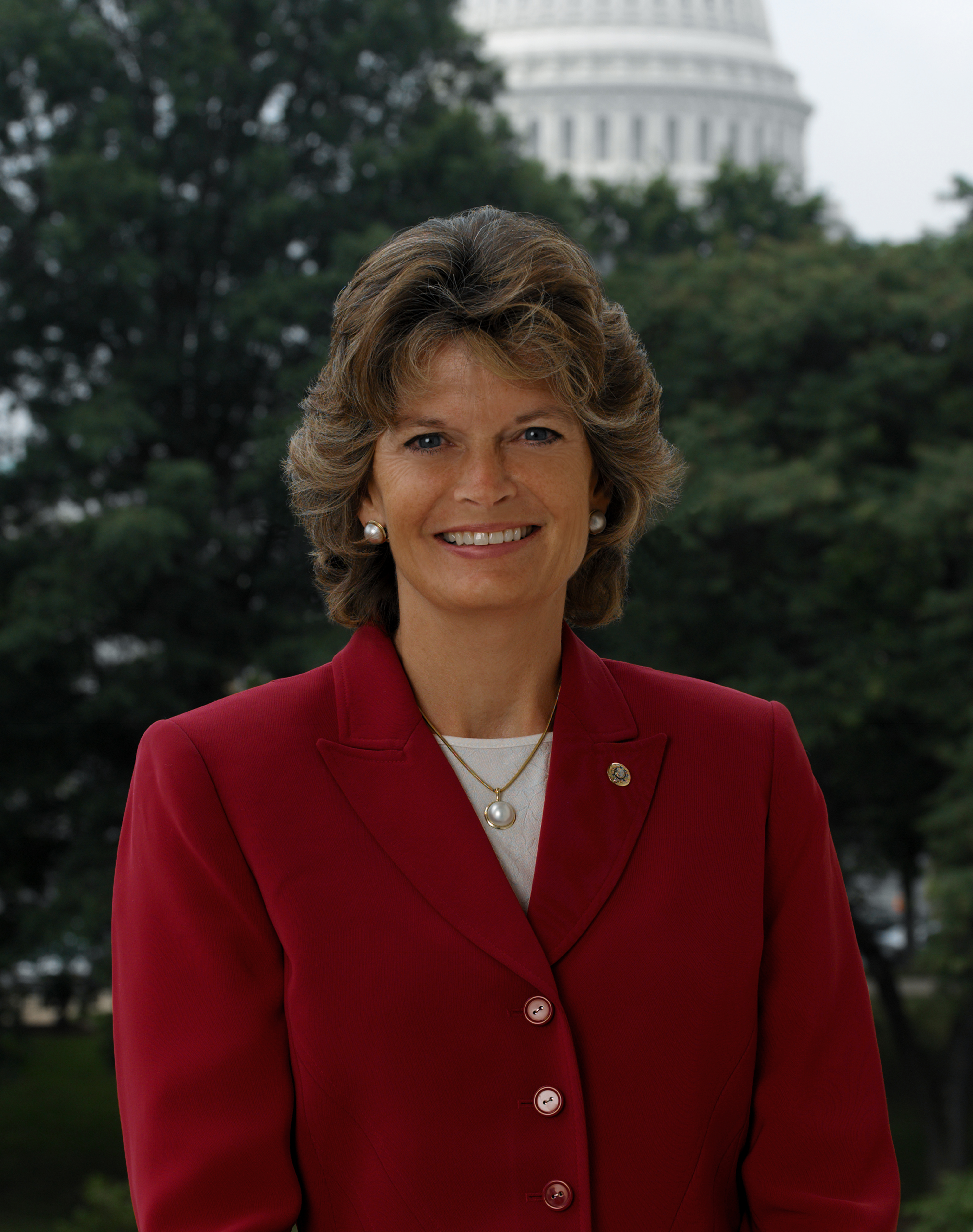
Lisa Murkowski (R), sénatrice depuis 2002.
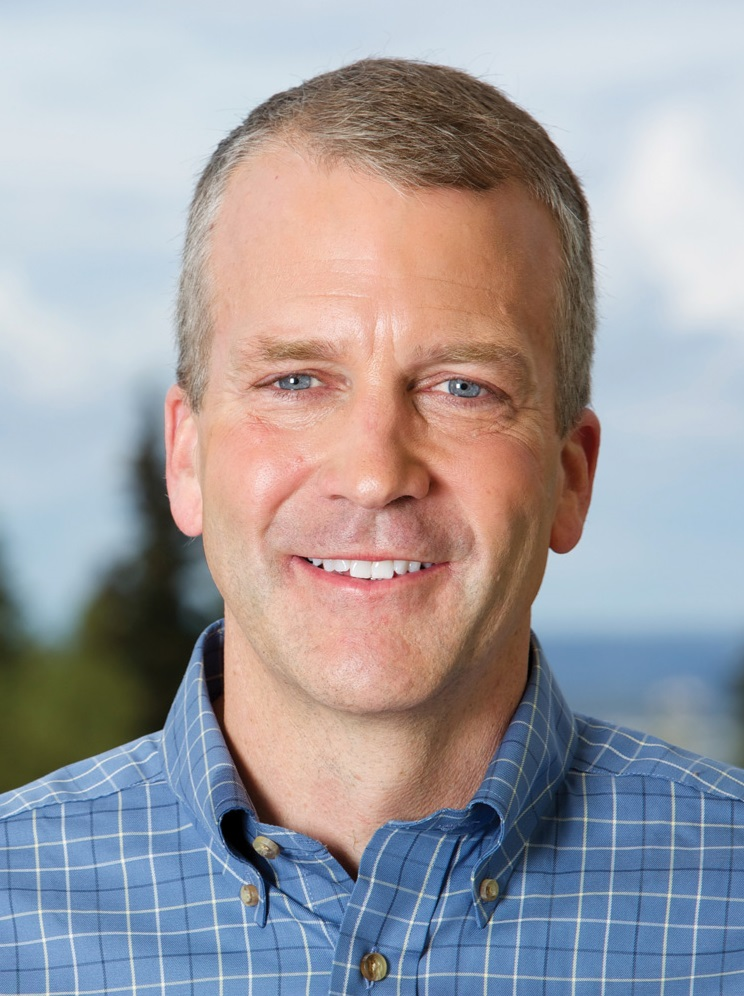
Dan Sullivan (R), sénateur depuis 2015.

## Élections
Les deux sénateurs sont élus au suffrage universel direct pour un mandat de six ans. Les prochaines élections ont lieu en novembre 2026 pour le siège de la classe II et en novembre 2028 pour le siège de la classe III.

## Liste des sénateurs
Depuis sa création, l'État est représenté au Sénat par huit personnes, sept hommes et une femme, quatre républicains et quatre démocrates.
| Classe II                                         | Classe II                                         | Classe II                                         | Classe II                                         | Classe II                         | Congrès                                                     | Classe III                                                  | Classe III                                                  | Classe III                                                  | Classe III                       | Classe III                      |
| n°                                                | Portrait                                          | Nom                                               | Parti                                             | Mandat                            | Congrès                                                     | n°                                                          | Portrait                                                    | Nom                                                         | Parti                            | Mandat                          |
| ------------------------------------------------- | ------------------------------------------------- | ------------------------------------------------- | ------------------------------------------------- | --------------------------------- | ----------------------------------------------------------- | ----------------------------------------------------------- | ----------------------------------------------------------- | ----------------------------------------------------------- | -------------------------------- | ------------------------------- |
| 1                                                 |                                                   | Bob Bartlett                                      | Démocrate                                         | 3 janvier 1959 – 11 décembre 1968 | 86e                                                         | 1                                                           |                                                             | Ernest Gruening                                             | Démocrate                        | 3 janvier 1959 – 3 janvier 1969 |
| 1                                                 | 87e                                               | Bob Bartlett                                      | Démocrate                                         | 3 janvier 1959 – 11 décembre 1968 |                                                             | 1                                                           |                                                             | Ernest Gruening                                             | Démocrate                        | 3 janvier 1959 – 3 janvier 1969 |
| 1                                                 | 88e                                               | Bob Bartlett                                      | Démocrate                                         | 3 janvier 1959 – 11 décembre 1968 |                                                             | 1                                                           |                                                             | Ernest Gruening                                             | Démocrate                        | 3 janvier 1959 – 3 janvier 1969 |
| 1                                                 | 89e                                               | Bob Bartlett                                      | Démocrate                                         | 3 janvier 1959 – 11 décembre 1968 |                                                             | 1                                                           |                                                             | Ernest Gruening                                             | Démocrate                        | 3 janvier 1959 – 3 janvier 1969 |
| 1                                                 |                                                   | Bob Bartlett                                      | Démocrate                                         | 3 janvier 1959 – 11 décembre 1968 |                                                             | 1                                                           |                                                             | Ernest Gruening                                             | Démocrate                        | 3 janvier 1959 – 3 janvier 1969 |
| Siège vacant à la suite du décès de Bob Bartlett. | Siège vacant à la suite du décès de Bob Bartlett. | Siège vacant à la suite du décès de Bob Bartlett. | Siège vacant à la suite du décès de Bob Bartlett. | 11 – 24 décembre 1968             | 90e                                                         | 1                                                           |                                                             | Ernest Gruening                                             | Démocrate                        | 3 janvier 1959 – 3 janvier 1969 |
| 2                                                 |                                                   | Ted Stevens                                       | Républicain                                       | 24 décembre 1968 – 3 janvier 2009 |                                                             | 1                                                           |                                                             | Ernest Gruening                                             | Démocrate                        | 3 janvier 1959 – 3 janvier 1969 |
| 2                                                 | 91e                                               | Ted Stevens                                       | Républicain                                       | 24 décembre 1968 – 3 janvier 2009 | 2                                                           |                                                             | Mike Gravel                                                 | Démocrate                                                   | 3 janvier 1969 – 3 janvier 1981  |                                 |
| 2                                                 | 92e                                               | Ted Stevens                                       | Républicain                                       | 24 décembre 1968 – 3 janvier 2009 | 2                                                           |                                                             | Mike Gravel                                                 | Démocrate                                                   | 3 janvier 1969 – 3 janvier 1981  |                                 |
| 2                                                 | 93e                                               | Ted Stevens                                       | Républicain                                       | 24 décembre 1968 – 3 janvier 2009 | 2                                                           |                                                             | Mike Gravel                                                 | Démocrate                                                   | 3 janvier 1969 – 3 janvier 1981  |                                 |
| 2                                                 | 94e                                               | Ted Stevens                                       | Républicain                                       | 24 décembre 1968 – 3 janvier 2009 | 2                                                           |                                                             | Mike Gravel                                                 | Démocrate                                                   | 3 janvier 1969 – 3 janvier 1981  |                                 |
| 2                                                 | 95e                                               | Ted Stevens                                       | Républicain                                       | 24 décembre 1968 – 3 janvier 2009 | 2                                                           |                                                             | Mike Gravel                                                 | Démocrate                                                   | 3 janvier 1969 – 3 janvier 1981  |                                 |
| 2                                                 | 97e                                               | Ted Stevens                                       | Républicain                                       | 24 décembre 1968 – 3 janvier 2009 | 3                                                           |                                                             | Frank Murkowski                                             | Républicain                                                 | 3 janvier 1981 – 2 décembre 2002 |                                 |
| 2                                                 | 98e                                               | Ted Stevens                                       | Républicain                                       | 24 décembre 1968 – 3 janvier 2009 | 3                                                           |                                                             | Frank Murkowski                                             | Républicain                                                 | 3 janvier 1981 – 2 décembre 2002 |                                 |
| 2                                                 | 99e                                               | Ted Stevens                                       | Républicain                                       | 24 décembre 1968 – 3 janvier 2009 | 3                                                           |                                                             | Frank Murkowski                                             | Républicain                                                 | 3 janvier 1981 – 2 décembre 2002 |                                 |
| 2                                                 | 100e                                              | Ted Stevens                                       | Républicain                                       | 24 décembre 1968 – 3 janvier 2009 | 3                                                           |                                                             | Frank Murkowski                                             | Républicain                                                 | 3 janvier 1981 – 2 décembre 2002 |                                 |
| 2                                                 | 101e                                              | Ted Stevens                                       | Républicain                                       | 24 décembre 1968 – 3 janvier 2009 | 3                                                           |                                                             | Frank Murkowski                                             | Républicain                                                 | 3 janvier 1981 – 2 décembre 2002 |                                 |
| 2                                                 | 102e                                              | Ted Stevens                                       | Républicain                                       | 24 décembre 1968 – 3 janvier 2009 | 3                                                           |                                                             | Frank Murkowski                                             | Républicain                                                 | 3 janvier 1981 – 2 décembre 2002 |                                 |
| 2                                                 | 103e                                              | Ted Stevens                                       | Républicain                                       | 24 décembre 1968 – 3 janvier 2009 | 3                                                           |                                                             | Frank Murkowski                                             | Républicain                                                 | 3 janvier 1981 – 2 décembre 2002 |                                 |
| 2                                                 | 104e                                              | Ted Stevens                                       | Républicain                                       | 24 décembre 1968 – 3 janvier 2009 | 3                                                           |                                                             | Frank Murkowski                                             | Républicain                                                 | 3 janvier 1981 – 2 décembre 2002 |                                 |
| 2                                                 | 105e                                              | Ted Stevens                                       | Républicain                                       | 24 décembre 1968 – 3 janvier 2009 | 3                                                           |                                                             | Frank Murkowski                                             | Républicain                                                 | 3 janvier 1981 – 2 décembre 2002 |                                 |
| 2                                                 | 106e                                              | Ted Stevens                                       | Républicain                                       | 24 décembre 1968 – 3 janvier 2009 | 3                                                           |                                                             | Frank Murkowski                                             | Républicain                                                 | 3 janvier 1981 – 2 décembre 2002 |                                 |
| 2                                                 |                                                   | Ted Stevens                                       | Républicain                                       | 24 décembre 1968 – 3 janvier 2009 | 3                                                           |                                                             | Frank Murkowski                                             | Républicain                                                 | 3 janvier 1981 – 2 décembre 2002 |                                 |
| 2                                                 | 107e                                              | Ted Stevens                                       | Républicain                                       | 24 décembre 1968 – 3 janvier 2009 | Siège vacant à la suite de la démission de Frank Murkowski. | Siège vacant à la suite de la démission de Frank Murkowski. | Siège vacant à la suite de la démission de Frank Murkowski. | Siège vacant à la suite de la démission de Frank Murkowski. | 2 – 20 décembre 2002             |                                 |
| 2                                                 |                                                   | Ted Stevens                                       | Républicain                                       | 24 décembre 1968 – 3 janvier 2009 | 4                                                           |                                                             | Lisa Murkowski                                              | Républicain                                                 | Depuis le 20 décembre 2002       |                                 |
| 2                                                 | 108e                                              | Ted Stevens                                       | Républicain                                       | 24 décembre 1968 – 3 janvier 2009 | 4                                                           |                                                             | Lisa Murkowski                                              | Républicain                                                 | Depuis le 20 décembre 2002       |                                 |
| 2                                                 | 109e                                              | Ted Stevens                                       | Républicain                                       | 24 décembre 1968 – 3 janvier 2009 | 4                                                           |                                                             | Lisa Murkowski                                              | Républicain                                                 | Depuis le 20 décembre 2002       |                                 |
| 2                                                 | 110e                                              | Ted Stevens                                       | Républicain                                       | 24 décembre 1968 – 3 janvier 2009 | 4                                                           |                                                             | Lisa Murkowski                                              | Républicain                                                 | Depuis le 20 décembre 2002       |                                 |
| 3                                                 |                                                   | Mark Begich                                       | Démocrate                                         | 3 janvier 2009 – 3 janvier 2015   | 4                                                           | 111e                                                        | Lisa Murkowski                                              | Républicain                                                 | Depuis le 20 décembre 2002       |                                 |
| 3                                                 | 112e                                              | Mark Begich                                       | Démocrate                                         | 3 janvier 2009 – 3 janvier 2015   | 4                                                           |                                                             | Lisa Murkowski                                              | Républicain                                                 | Depuis le 20 décembre 2002       |                                 |
| 3                                                 | 113e                                              | Mark Begich                                       | Démocrate                                         | 3 janvier 2009 – 3 janvier 2015   | 4                                                           |                                                             | Lisa Murkowski                                              | Républicain                                                 | Depuis le 20 décembre 2002       |                                 |
| 4                                                 |                                                   | Dan Sullivan                                      | Républicain                                       | Depuis le 3 janvier 2015          | 4                                                           | 114e                                                        | Lisa Murkowski                                              | Républicain                                                 | Depuis le 20 décembre 2002       |                                 |
| 4                                                 | 115e                                              | Dan Sullivan                                      | Républicain                                       | Depuis le 3 janvier 2015          | 4                                                           |                                                             | Lisa Murkowski                                              | Républicain                                                 | Depuis le 20 décembre 2002       |                                 |
| 4                                                 | 116e                                              | Dan Sullivan                                      | Républicain                                       | Depuis le 3 janvier 2015          | 4                                                           |                                                             | Lisa Murkowski                                              | Républicain                                                 | Depuis le 20 décembre 2002       |                                 |
| 4                                                 | 117e                                              | Dan Sullivan                                      | Républicain                                       | Depuis le 3 janvier 2015          | 4                                                           |                                                             | Lisa Murkowski                                              | Républicain                                                 | Depuis le 20 décembre 2002       |                                 |
| 4                                                 | 118e                                              | Dan Sullivan                                      | Républicain                                       | Depuis le 3 janvier 2015          | 4                                                           |                                                             | Lisa Murkowski                                              | Républicain                                                 | Depuis le 20 décembre 2002       |                                 |
| 4                                                 | 119e                                              | Dan Sullivan                                      | Républicain                                       | Depuis le 3 janvier 2015          | 4                                                           |                                                             | Lisa Murkowski                                              | Républicain                                                 | Depuis le 20 décembre 2002       |                                 |